# レイモン・カルヴェル
レイモン（レモン）・カルヴェル（フランス語: Raymond Calvel、1913年 - 2005年8月30日）は、フランス・タルヌ県出身のフランス国立製粉学校(ENSMIC)教授。20世紀フランスのパン業界の権威。日本では「パンの神様」とも呼ばれる。

## 経歴

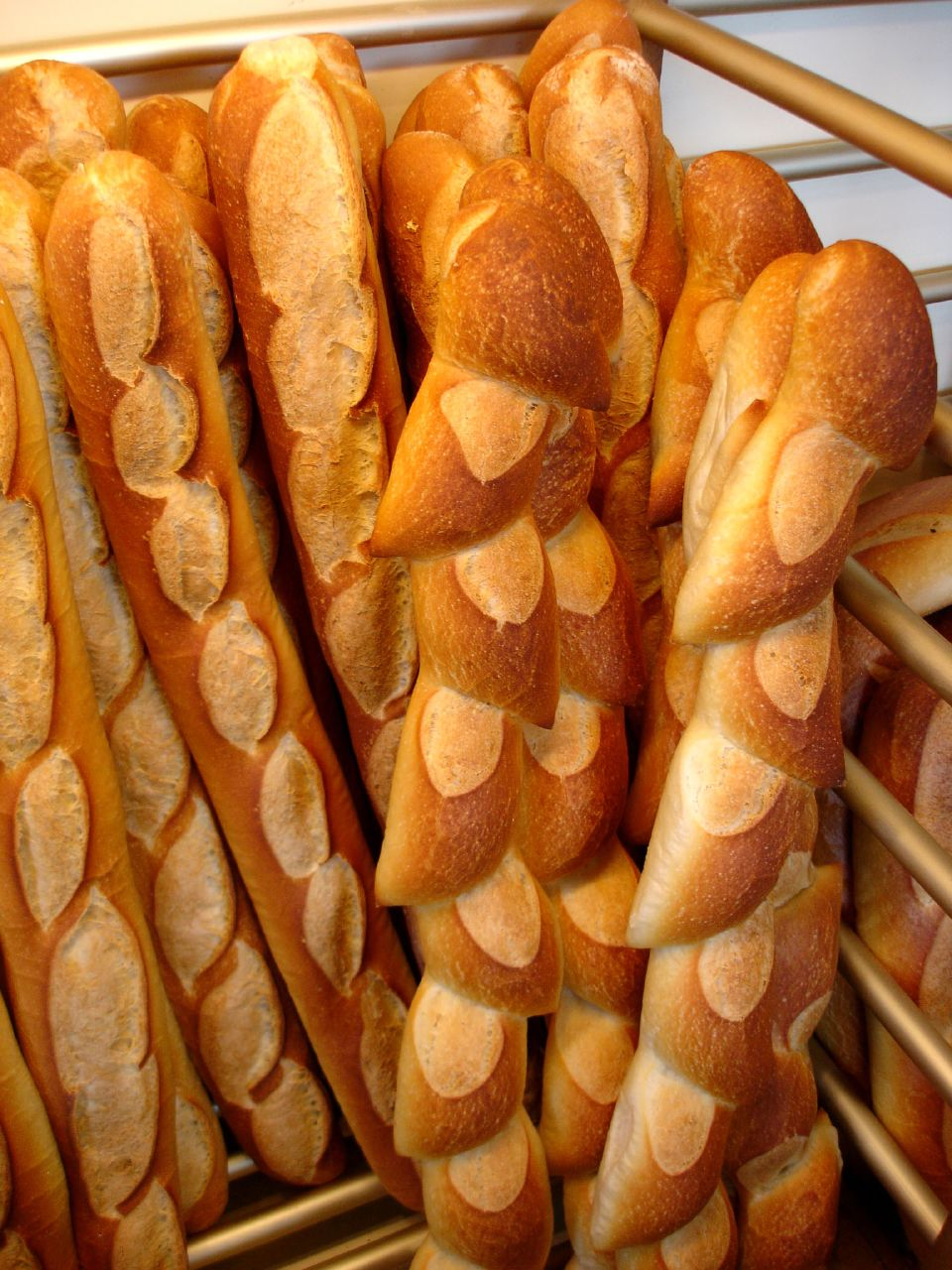
カルヴェルが日本に紹介した本格的なフランスパン

1913年にフランス南西部のタルヌ県に生まれ、1930年代にはパン屋で働き始めた。しばらくはトゥールーズで働き、その後パリ製粉学校で学んだ。1935年にはパリのEcole Française de Meunerieで教員の職を与えられ、1936年からこの学校で働き始めた。この学校は1971年にフランス国立製粉学校(ENSMIC)に改称している。第二次世界大戦中には捕虜となり、小さな村に送られてパン製造を行わせられたが、1943年初頭に逃げ出した。
1947年にはNuret教授とともに、パンの製造・保存・販売・などについての『La boulangerie moderne, éditions Eyrolles』という書籍を共同編集した。1948年にはイギリスを旅行し、1950年にはアメリカ合衆国を旅行した。1954年には日本に3か月間滞在し、全国の17会場で国際パン技術講習会を開催、本格的なバゲット（フランスパン）・クロワッサン・ブリオッシュを日本に初めて紹介した。1964年から1965年には再び日本を訪れ、パン製造の実演者として若いフィリップ・ビゴを藤井パンの藤井幸男に紹介。カルヴェルとビゴは藤井幸男による日本初のフランスパン屋「ドンク」の開店に協力した。
1969年10月にはカルヴェルの指導により鳥越製粉が福岡市中央区に株式会社カルベルを設立し、10月30日には1号店のパン屋を開店させた。1978年にはフランス国立製粉学校教授を退官して名誉教授となった。1990年には『Le Gout du Pain』を刊行し、この書籍はロナルド・ウィルツによって訳されて英訳版『The Taste of Bread』も刊行されている。

## 日本語の著書
- レーモン・カルヴェル『パン』白水社〈文庫クセジュ〉、1965年、山本直文（訳）
- レイモン・カルベル『パンの風味 伝承と再発見』パンニュース社、1992年、安部薫（訳）
- レイモン・カルベル『フランスのパン技術詳論』パンニュース社、1995年、清水弘煕（訳）